# Höllenfahrt (1960)
Höllenfahrt (Originaltitel: The Last Voyage) ist ein US-amerikanischer Spielfilm von Andrew L. Stone aus dem Jahr 1960. Dieser verfasste auch das Drehbuch, komponierte die Musik und produzierte den Film. Die Hauptrollen sind mit Robert Stack, Dorothy Malone und George Sanders besetzt. In den USA konnte man den Film erstmals am 19. Februar 1960 auf der Leinwand sehen, in der Bundesrepublik Deutschland am 1. September 1960.

## Handlung
Rund 1.500 Passagiere genießen die Reise auf dem luxuriösen Schiff Claridon, bis im Kesselraum ein Feuer ausbricht. Der Mannschaft gelingt es zwar, den Brand zu löschen, aber ein Sicherheitsventil ist festgeschmolzen, sodass bald der Kessel explodiert und ein riesiges Loch durch alle Decks des Schiffes reißt. Die Passagiere geraten in Panik. Besonders schlimm getroffen hat es die Familie Henderson. Ihre Kabine liegt genau im Zentrum der Explosion. Laurie Henderson ist unter einem Eisenträger eingeklemmt und Tochter Jill ist durch das Loch im Fußboden von den Eltern getrennt.
Kapitän Adams ist sich unklar darüber, ob er jetzt gleich die Rettungsboote klarmachen oder darauf vertrauen soll, dass sich der Dampfer so lange über Wasser halten kann, bis die ersehnte Hilfe – unentwegt wird S-O-S gefunkt – eingetroffen ist. Mittlerweile schaffen es die Pumpen nicht mehr, mit dem in den Kesselraum eindringenden Wasser fertig zu werden. Das Schiff neigt sich zur Seite, und der Zeitpunkt des Untergangs ist absehbar.
Henderson schafft es zwar, seine Tochter über das Loch im Boden zu sich herüberzuziehen, aber der Eisenträger, der seine Frau gefangen hält, trotzt seinen Bemühungen. Als sich der Bug des Schiffes immer tiefer ins Wasser senkt, kämpfen die Passagiere rücksichtslos um die Plätze in den Rettungsbooten. Einer der Schornsteine stürzt um und begräbt den Kapitän unter sich. Gerade in dem Augenblick, als ein rettendes Schiff naht, versinkt der Luxusliner in der Tiefe des Ozeans. Die Familie Henderson kommt jedoch mit dem Leben davon.

## Ergänzungen
Die Außenaufnahmen entstanden in der Santa Monica Bay in Kalifornien. Als schwimmende Filmkulisse diente die Île de France, das einstige Flaggschiff der French Line, für eine Tagescharter von 4.000 Dollar. Während der Dreharbeiten wurde es teilweise geflutet und der vordere Schornstein sowie Teile der Innenausstattung gesprengt. Es kam zu einem Rechtsstreit zwischen der Filmfirma und der Reederei. Im Film heißt das Schiff S. S. Claridon, weil die Reederei French Line gefordert hatte, dass weder der Name ihres früheren Flaggschiffs noch irgendein Bezug zur Reederei in dem Katastrophenfilm zu sehen sein sollte. Nach Abschluss der Arbeiten wurde das Schiff wieder gelenzt und zum Abbruch in den japanischen Hafen von Osaka geschleppt.

## Kritik
Das Lexikon des internationalen Films zieht folgendes Fazit: „Die schreckerregende Ausmalung der Katastrophe als Selbstzweck mindert den Wert all des filmischen Aufwands beträchtlich.“

## Auszeichnungen
Höllenfahrt wurde für zwei Filmpreise nominiert, blieb aber unprämiert. Hauptdarsteller Robert Stack wurde 1960 in der Kategorie Top Action Performance für den Laurel Award nominiert, hatte aber gegenüber Gary Cooper (Sie kamen nach Cordura) das Nachsehen. Der Filmtechniker Augie Lohman erhielt 1961 eine Oscar-Nominierung in der Kategorie Beste Spezialeffekte.

## Quelle
- Programm zum Film: Das Neue Film-Programm, erschienen im gleichnamigen Verlag Heinrich Klemmer, Mannheim, ohne Nummernangabe